# Jean-Pierre Bade
Jean-Pierre Bade (Saint-Louis, 18 marzo 1960) è un allenatore di calcio ed ex calciatore francese della Riunione, di ruolo difensore, tecnico del La Tamponnaise e commissario tecnico della nazionale della Riunione.

## Biografia
È nato a Saint-Louis, nel dipartimento d'oltremare francese di La Riunione.

## Caratteristiche tecniche

### Giocatore
Giocava come terzino sinistro.

### Allenatore
Il suo modulo preferito è il 4-4-2.

## Carriera

### Giocatore

#### Club

##### Gli inizi in patria e il trasferimento in Francia
Cresciuto nell'AS Saint-Louisienne, squadra della sua città natale, nel 1977 si trasferisce nella Francia metropolitana con il suo passaggio alla Red Star, che lo aggrega all'Under-19. L'anno successivo viene acquistato dal Lens, nel quale resterà per ben 6 anni, totalizzando 142 presenze e 3 reti, di cui 135 e 2 in campionato.

##### Olympique Marsiglia
Nell'estate del 1984 viene acquistato dall'Olympique Marsiglia, neo-promosso in Division 1 (l'attuale Ligue 1). Con l'OM riesce a raggiungere per due volte consecutive, nel 1986 e nel 1987, la finale di Coppa di Francia, perdendola però entrambe le volte. Nella prima stagione nella squadra, Bade è tra i pilastri della squadra: gioca ben 37 su 38 partite di campionato, ricevendo però meno minutaggio in coppa. L'anno dopo, scende in campo 10 volte in quest'ultima competizione, ma gioca di meno in lega (29 match), soprattutto all'inizio. Nella sua ultima stagione ai Phocéens colleziona 32 presenze in Division 1 e 10 in Coupe de France, nelle quali segna il suo unico goal con il club, al 70º minuto durante una partita del 1º turno contro il Versailles, vinta per 2-1.

##### Nantes
Dopo tre anni all'OM passa al Nantes, con cui rimane solo per un anno. Durante il suo periodo nella squadra non gioca altre competizioni oltre alla Division 1. Inizialmente è uno dei titolarissimi della rosa allenata da Jean-Claude Suadeau, giocando tutte le prime 24 partite, ma, alla fine, gioca solo 3 delle restanti 14. Totalizza solo una rete con i "canarini", segnata alla terza giornata nel pareggio 1-1 contro il Saint-Étienne.

##### Strasburgo e Racing Paris
Negli anni successivi, Bade fa altre esperienze brevi oltre al Nantes: prima allo Strasburgo e poi al Racing Club de France, al tempo chiamato Racing Paris 1. Con il primo club gioca 27 partite in Division 1 e 1 in Coupe de France; successivamente gioca anche le due finali dei play-off contro il Brest Armorique, oggi Stade Brestois, per evitare di retrocedere in Division 2. L'andata termina 2-2, ma al ritorno un goal di Roberto Cabañas condanna lo Strasburgo alla retrocessione. La stagione dopo, al RC Paris, Bade totalizza 6 presenze in coppa e 34 in campionato, nel quale il club si piazza 19º, scendendo in seconda serie.

##### Bordeaux e il ritorno in patria
Dopo le due retrocessioni consecutive, Bade decide di ripartire dai Girondins de Bordeaux, club classificatosi secondo la stagione precedente. Colleziona 15 presenze in Division 1, 2 in Coppa UEFA e 1 in Coppa di Francia. Tuttavia, al termine della stagione, la squadra è costretta alla retrocessione nonostante un discreto decimo posto per irregolarità finanziarie, insieme a Brest e Nizza. L'anno successivo Bade gioca 2 partite in Division 2, per poi ritornare a La Riunione dapprima al Saint-Pierroise e in seguito al Saint-Louisienne, club dov'era cresciuto.

#### Nazionale

##### Francia
Bade non ha mai giocato per la nazionale francese, tuttavia è stato chiamato nelle rappresentative Espoirs (under-21), B e olimpica, con cui ha totalizzato 3 presenze nel 1987.

##### La Riunione
Dal 1979 al 1993 ha fatto parte della nazionale della Riunione, che però non è associata né alla FIFA e né alla CAF.

### Allenatore

#### Tecnico di club
Bade comincia la sua carriera da tecnico come allenatore-giocatore del Saint-Louisienne, dal 1995 al 2000. Dal 2000 al 2003 continuerà il suo incarico dopo il ritiro dal calcio giocato. Nel 2004 assume l'incarico, terminato l'anno successivo, di allenatore del Saint-Pierroise. Dal 2006 al 2008 è stato allenatore dello Stade Tamponnaise. Tra il 2009 e il 2013 ha guidato di nuovo il Saint-Louisienne. Nel 2014 è ritornato al Saint-Pierroise, standovi fino al 2015. Nel 2016 diventa allenatore del club "La Tamponnaise", considerato il principale successore dello Stade Tamponnaise dopo il suo fallimento nel 2014. Dopo aver lasciato il club, ritorna nel 2022.

#### Commissario tecnico della Riunione
Nel 2009 diventa tecnico della nazionale della Riunione. Dopo quasi 10 anni termina l'incarico, per poi ritornare nel 2019.